# Sanç I de Lleó
Sanç I de Lleó, dit el Cras (935 - 966), fou rei de Lleó (956-958 i 960-966).

## Família
Fill de Ramir II de Lleó i la seva segona esposa Urraca de Pamplona, i net del rei Sanç I de Navarra. El 960 es casà amb Teresa Ansúrez, filla del comte Ansur Fernández. D'aquest matrimoni nasqueren:
- l'infant Ramir III de Lleó (961-985), rei de Lleó
- la infanta Urraca de Lleó (?-v 997)

## Ascens al tron
A Ramir II el va succeir el seu fill gran Ordoni III, el 951 amb l'oposició del seu germanastre Sanç, que li va disputar la corona.
Al morir Ordoni III el 956, Sanç I va pujar al tron lleonès, però dos anys després, rebutjat pel seu extrem pes corporal, va ser destronat pels nobles lleonesos i castellans, encapçalats pel comte Ferran González, i van nomenar rei a Ordoni IV, fill d'Alfons IV de Lleó.
Sanç va acudir al costat de la seva àvia, la reina Toda de Navarra, a qui va demanar ajuda per recuperar el seu regne. Va fer un tracte amb els àrabs, amb els quals va prendre la ciutat de Zamora el 959. Amb el suport de la noblesa lleonesa i navarresa, va expulsar del tron a Ordoni IV.
El rei va trigar poc a oblidar-se del seu acord amb els musulmans, que van passar llavors a donar suport al rei destronat, encara que el seu enfrontament no va passar aquesta vegada d'unes quantes ràtzies de càstig. En els últims anys del seu regnat es van succeir les rebel·lions nobiliàries i es va afermar la independència dels comtes castellans i gallecs.
Sembla que va morir enverinat el desembre de l'any 966 i fou succeït el seu fill Ramir III.